# Grauhals-Streifenhörnchen
Das Grauhals-Streifenhörnchen (Tamias cinereicollis, Syn.: Neotamias cinereicollis) ist eine Hörnchenart aus der Gattung der Streifenhörnchen (Tamias). Sie kommt in Teilen von Arizona und New Mexico in den Vereinigten Staaten vor.

## Merkmale
Das Grauhals-Streifenhörnchen erreicht eine durchschnittliche Kopf-Rumpf-Länge von 20,8 bis 24,3 Zentimetern, der Schwanz ist mit 8,0 bis 11,3 Zentimetern deutlich kürzer. Das Fell der Tiere ist blass-orange bis zimtfarben, auf dem Rücken befinden sich – wie für die Gattung typisch – fünf dunkelbraune bis schwarze Rückenstreifen, die durch hellere Streifen getrennt sind. Die Flanken unterhalb der untersten braunen Streifen sind rötlichbraun. Im Gesicht befinden sich zwei auffällige helle Steifen, die braun umrandet sind. Die Bauchseite ist weiß bis hell sandfarben. Die Wangen, der Nacken, die Schultern und der Rumpf sind blassgrau, der Schwanz ist grau durchwaschen mit orangebraunen Anteilen.

## Verbreitung

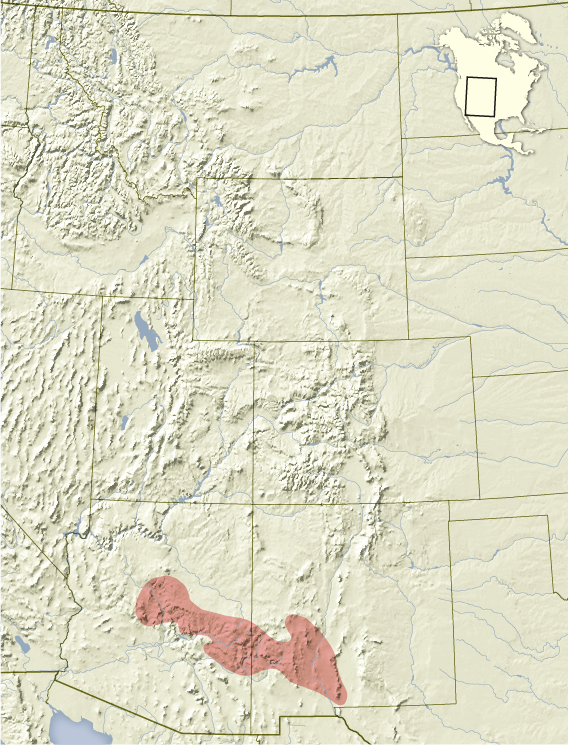
Verbreitungsgebiet des Grauhals-Streifenhörnchens

Das Grauhals-Streifenhörnchen kommt in Teilen von Arizona und New Mexico in den Vereinigten Staaten vor.

## Lebensweise
Das Grauhals-Streifenhörnchen lebt in den offenen Bereichen und der Randzone von Kiefern, Fichten- und Tannen-Beständen der Höhenlagen des Verbreitungsgebietes, die sich durch ein gemäßigtes und gleichmäßig feuchtes Mikroklima auszeichnen. In tieferen Lagen bevorzugen die Tiere Kiefern-, Douglasfichten- und Eichen-Wacholder-Bestände.
Die Art ist tagaktiv und primär bodenlebend, als gute Kletterer besteigen Grauhals-Streifenhörnchen jedoch auch die Bäume und suchen dort nach Nahrung. Die Tiere ernähren sich vor allem herbivor von Samen von Kräutern und Gräsern, den Zapfen der Nadelbäume, Bucheckern, Früchten, Pilzen und grünen Vegetationsanteilen, selten auch von Insekten. Manchmal werden Vorräte gesammelt und Lager zwischen Holzstapeln oder in Baumhöhlungen und Felsspalten angelegt. Sie können einen Winterschlaf halten oder fallen bei extrem kalten Temperaturen in einen kurzen Torpor, der an wärmeren Wintertagen unterbrochen wird. Die Hauptaktivitätsperiode liegt zwischen März und November, an denen sie sich tagsüber außerhalb des Nestes aufhalten; im Winter kommen sie nur an warmen Tagen aus dem Nest. Die Nester werden unter Holzstapeln, Baumstümpfen und Wurzeln angelegt, gelegentlich nutzen die Tiere auch verlassene Spechthöhlen in Baumstämmen. Häufig sitzen die Tiere aufrecht auf ihren Hinterbeinen auf Holzstapeln oder Baumstümpfen und beobachten die Umgebung. Wenn keine Bedrohung vorhanden ist, signalisieren sie dies durch ruhige „chucks“, bei Gefahr stoßen sie dagegen einen schrillen und abgehackten Schrei aus.
Die Fortpflanzungszeit liegt im späten Frühjahr bis Frühsommer. Die Weibchen werfen in der ersten Junihälfte nach einer Tragzeit von 30 Tagen vier bis sechs, meist fünf, Jungtiere. Diese werden von den Weibchen 41 bis 45 Tage gesäugt und kommen Ende Juli zum ersten Mal aus dem Nest.

## Systematik
Das Grauhals-Streifenhörnchen wird als eigenständige Art innerhalb der Gattung der Streifenhörnchen (Tamias) eingeordnet, die aus 25 Arten besteht. Die wissenschaftliche Erstbeschreibung stammt von Joel Asaph Allen aus dem Jahr 1890, der die Art anhand von Individuen aus den San Francisco Peaks im Coconino County, Arizona, einführte. Innerhalb der Streifenhörnchen wird das Grauhals-Streifenhörnchen gemeinsam mit den meisten anderen Arten der Untergattung Neotamias zugeordnet, die auch als eigenständige Gattung diskutiert wird.
Innerhalb der Art werden mit der Nominatform zwei Unterarten unterschieden:
- Tamias cinereicollis cinereicollis: Nominatform; kommt im östlich-zentralen Arizona und in New Mexico vor.
- Tamias cinereicollis cinereus: kommt im westlich-zentralen New Mexico vor. Die Unterart ist im Vergleich zur Nominatform etwas blasser und mehr grau und besitzt kleine rötliche Flecken.

## Status, Bedrohung und Schutz
Das Grauhals-Streifenhörnchen wird von der International Union for Conservation of Nature and Natural Resources (IUCN) als „nicht gefährdet“ (least concern) eingeordnet. Begründet wird dies mit dem vergleichsweise großen Verbreitungsgebiet und dem regelmäßigen Auftreten, potenzielle bestandsgefährdende Risiken sind nicht vorhanden. Die Art profitiert von moderatem Holzeinschlag und einer Ausdünnung der Wälder, durch den vollständigen Waldverlust kam es jedoch lokal zu einem Rückgang der Bestände.

## Belege
1. 1 2 3 4 5 6 7 8  Richard W. Thorington Jr., John L. Koprowski, Michael A. Steele: Squirrels of the World. Johns Hopkins University Press, Baltimore MD 2012; S. 320–321. ISBN 978-1-4214-0469-1
2. 1 2 3  Neotamias cinereicollis in der Roten Liste gefährdeter Arten der IUCN 2015.3. Eingestellt von: A.V. Linzey & NatureServe (G. Hammerson), 2008. Abgerufen am 24. November 2015.
3. 1 2  Tamias (Neotamias) cinereicollis In: Don E. Wilson, DeeAnn M. Reeder (Hrsg.): Mammal Species of the World. A taxonomic and geographic Reference. 2 Bände. 3. Auflage. Johns Hopkins University Press, Baltimore MD 2005, ISBN 0-8018-8221-4.
4. ↑  Joel Asaph Allen: A review of some of the North American ground squirrels of the genus Tamias. Bulletin of the American Museum of Natural History 3, 1890; S. 45–116. (Volltext, Beschreibung der Art auf S. 94–96)
5. ↑  Bruce D. Patterson, Ryan W. Norris: Towards a uniform nomenclature for ground squirrels: the status of the Holarctic chipmunks. Mammalia 80 (3), Mai 2016; S. 241–251 doi:10.1515/mammalia-2015-0004